# ریوهی کاتو
ریوهی کاتو (به انگلیسی: Ryohei Kato) ژیمناست اهل کشور ژاپن است.